# 孟業
孟业，字敬业，巨鹿郡鄡县（今河北省深州市西南）人，南北朝时期北魏末年至北齐官员。
孟业出身寒门，年轻时担任州吏。性格清廉正直，同僚们偷盗官府的绢帛，想把其中三十匹分给他，孟业拒绝接受。北魏的彭城王元韶担任定州刺史时，孟业在其手下担任典签。长史刘仁之要入朝担任中书令，临走前嘱咐元韶要信任孟业。孟业曾有一匹马，因瘦弱而死。元韶知道孟业家境贫寒，就和州府官员一起想送他马肉，并给予丰厚的补偿，然而孟业坚决推辞，没有接受。后来，高欢写信给元韶，催促他把孟业安置在身边当亲信。刘仁之前往西兖州担任刺史时，向吏部的崔暹推荐了孟业。北齐天保初年，清河王高岳担任司州牧，听说了孟业的名声后召见他，任命他为法曹。由于孟业身材矮小，高岳起初看不起他的外貌，态度轻慢。后来，高岳对孟业处理事务的明快果断感到赞赏，才改变了态度。孟业转任河间王国郎中令。561年（皇建二年），他转任东郡太守，以宽厚的治理方式闻名。之后又转任广平郡太守。武平末年，孟业担任太中大夫，还被加授卫将军的称号，不久后因病去世。